# Opętanie (film 1972)
Opętanie – polski dramat psychologiczny z 1972 roku w reżyserii Stanisława Lenartowicza. 

## Opis fabuły
Maria i Karol są bezdzietnym małżeństwem. Niepogodzona z tym Maria doprowadza męża do zapłodnienia samotnej kobiety, aby potem adoptować dziecko. Sprawy nie do końca biegną po jej myśli.

## Obsada aktorska
- Barbara Wrzesińska – Maria
- Stanisław Mikulski – Karol, mąż Marii
- Alicja Jachiewicz – Hanna Lipowska
- Jolanta Lothe – żona fotografa
- Barbara Drapińska – pielęgniarka Danuta
- Zdzisław Maklakiewicz – mechanik Balcerzan
- Bruno O'Ya – właściciel kawalerki
- Krzysztof Litwin – fotograf
- Bolesław Abart – kierowca
- Halina Buyno-Łoza – sąsiadka na imprezie
- Andrzej Krasicki – inżynier Kossowski (głos: Edward Lubaszenko)
- Tomasz Zaliwski – pilot Stefan
- Andrzej Żarnecki – ksiądz

## Produkcja
Zdjęcia plenerowe kręcono w następujących lokacjach:
- Warszawa (plac Defilad, ul. Marszałkowska, dworzec Warszawa Ochota);
- Saksonia (Lipsk, pałac Moritzburg, Saska Szwajcaria, autostrada Drezno-Zgorzelec)[1]